# نيكولا لانشيني
نيكولا لانشيني (بالإيطالية: Nicola Lancini)‏ (29 مارس 1993 في إيطاليا - ) هو لاعب كرة قدم إيطالي في مركز الدفاع. لعب مع نادي بريشيا ونادي فينيزيا وكارسو كالتشيو ‏.

## روابط خارجية
- نيكولا لانشيني على موقع قاعدة بيانات كرة القدم.إي يو (الإنجليزية)
- نيكولا لانشيني على موقع Soccerway.com (الإنجليزية)